# Neuhengstett
Neuhengstett ist ein Ortsteil der Gemeinde Althengstett im Landkreis Calw in Baden-Württemberg. Zum 1. Oktober 2022 wurde Neuhengstett der Namenszusatz Waldenserort verliehen.

## Geographie
Neuhengstett bildet zusammen mit den Orten Althengstett und Ottenbronn die Gemeinde Althengstett.

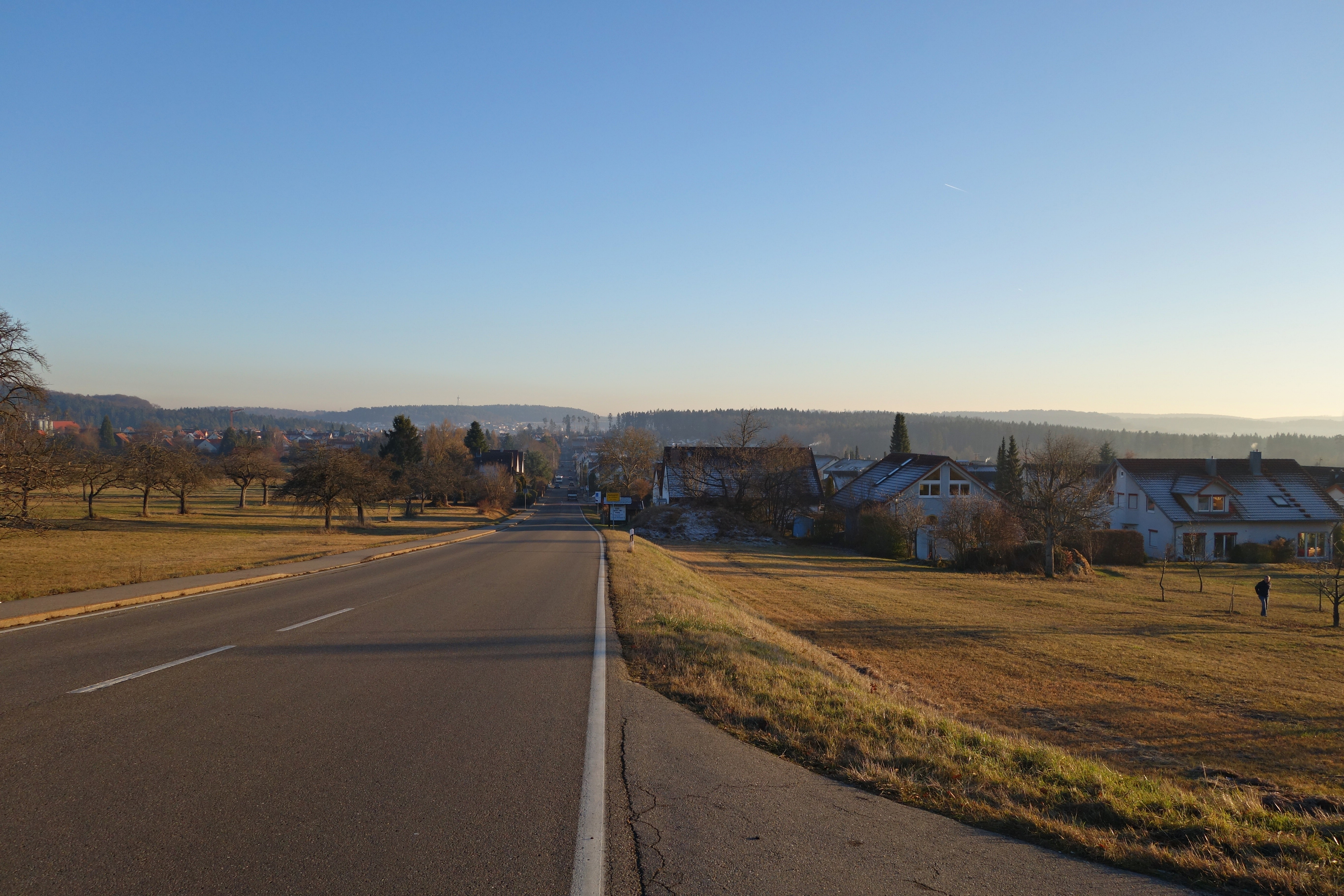
Neuhengstett von Nordwesten. Im Hintergrund Althengstett

Der Ort befindet sich in einer sanften Muldenlage und das Gelände fällt nach Südwesten hin bis auf 526 m ü. NHN allmählich ab. In unmittelbarere Nähe dieses tiefsten Punkts auf Neuhengstetter Gemarkung wird der Neuhengstetter Bach, ein Zufluss des Tälesbachs, an die Oberfläche geleitet. Der Bach bildet den natürlichen Abfluss des Geländes in und um das Dorf. Er bildet sich nördlich des Ortes und wird verdolt unter Neuhengstett hindurchgeführt. Der mit 579 m ü. NHN höchste Punkt auf Neuhengstetter Gemarkung befindet sich nordöstlich des Dorfes im Bereich der Erhebung Hörnle.
Die Flächennutzung ist in Neuhengstett wie folgt gegliedert (Stand: März 2017):
- Landwirtschaftliche Nutzflächen (hauptsächlich Felder, Wiesen und Obstanbau): 57 % (1,43 km²)
- Siedlungs- und Verkehrsflächen: 26 % (0,65 km²)
- Bewaldete Flächen: 17 % (0,44 km²)[3]

Neuhengstett befindet sich überwiegend auf Unterem und Mittlerem Muschelkalk. Im Süden bzw. Südwesten trifft man jedoch Oberen Buntsandstein an. Dieser verleiht dem dortigen Boden eine typische rote Färbung, was dazu führte, dass eine Straße in diesem Bereich den Namen Rote Erde erhielt.

## Geschichte

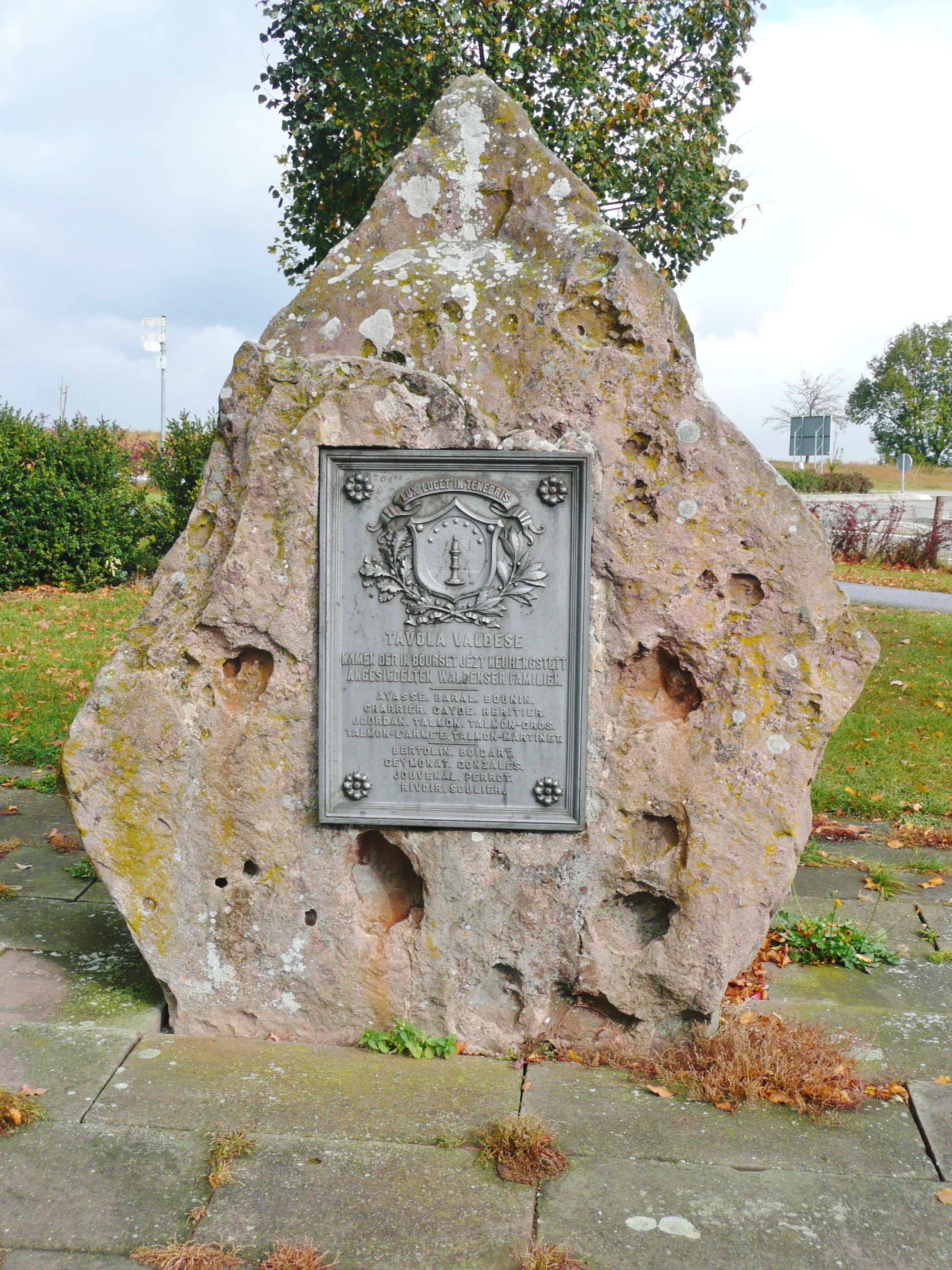
Waldenserstein

Neuhengstett ist ein Waldenserort. Die aus Piemont und Savoyen stammenden protestantischen Glaubensflüchtlinge konnten sich auf Initiative von Herzog Eberhard Ludwig ab 1699 in Württemberg niederlassen. Am 1. September 1700 gründeten 28 Familien mit insgesamt 134 Personen den Ort, den sie zunächst Le Bourcet nannten. Der Name wurde in Anlehnung an das italienische Dorf Bourcet in den Cottischen Alpen gewählt, aus dem ein Großteil der Siedler stammte. Die Siedlung wurde auf Land errichtet, das im Zuge des Dreißigjährigen Kriegs und der nachfolgenden Pestepidemie nicht mehr bewirtschaftet wurde und zu Ödland verkommen war. Der größte Anteil der zugewiesenen Siedlungsfläche gehörte zuvor zu Simmozheim. Den zweitgrößten Anteil musste Möttlingen abtreten. Die restlichen Flächen kamen zu gleich großen Teilen von Hengstett (heute: Althengstett) und aus Hirsauischem Klosterbesitz.  Im Jahre 1711 wurde Le Bourcet amtlich in Neu-Hengstett umbenannt, woraus später die heutige Namensform ohne Bindestrich entstand. Diese Umbenennung erfolgte, da noch mehrere andere Namen für die Siedlung in Gebrauch waren (Abeldorf, Welsch-Hengstett oder Simmozheimer Colonie) und man Missverständnissen vorbeugen wollte. Im Jahr 1881 wurde nördlich des Ortes zum Gedenken an die Entstehungsgeschichte Neuhengstetts und an die sich ursprünglich ansiedelnden Waldenser ein Gedenkstein errichtet, welcher von der lokalen Bevölkerung als Waldenserstein bezeichnet wird. Nach der Aufnahme von Hugenotten und Waldensern wurden verbesserte Textilmaschinen in Württemberg gebaut und betrieben. Wenige Jahre nach ihrer Einwanderung wurde das in Frankreich erlernte Strumpfwirkerhandwerk ausgebaut. Kontakte bestanden zum Heuberg und dem Albstäder Raum, der Schaffhausen beschickte.
Neuhengstett kam 1808 bei der Umsetzung der neuen Verwaltungsgliederung im Königreich Württemberg zum Oberamt Calw. Bei der Kreisreform während der NS-Zeit in Württemberg 1938 gelangte Neuhengstett zum Landkreis Calw.
Im Rahmen der Gebietsreform in Baden-Württemberg wurde die bis dahin selbstständige Gemeinde Neuhengstett am 1. Oktober 1974 in die Gemeinde Althengstett eingegliedert. Zur Gemeinde Neuhengstett gehörte lediglich das gleichnamige Dorf und die Wüstung Schlehdorn (auch Schleichdorn oder Sledorn genannt), die sich im Osten des Ortes befindet. Schlehdorn ist ein schon vor der Gründung von Neuhengstett aufgegebener Ort, der spätestens im Jahr 1300 bereits existierte.

### Bevölkerungsentwicklung
Die nachfolgende Tabelle zeigt die Bevölkerungsentwicklung von Neuhengstett auf. Die Zahlen beziehen sich auf das Gemeindegebiet mit Gebietsstand vor der Eingemeindung am 1. Oktober 1974.
| Jahr      | 1701 | 1702 | 1712 | 1802 | 1803 | 1838 | 1842 | 1860 | 1871 | 1880 | 1885 | 1890 | 1900 | 1910 | 1919 | 1925 | 1933 | 1938 | 1939 | 1948 | 1950 | 1956 | 1959 | 1961 | 1963 | 1964 | 1965 | 1966 | 1970 | 1972 | 1974 | 1976 | 1980 | 1983 | 1990 | 1996 | 1998 | 1999 |
| Einwohner | 205  | 269  | 148  | 271  | 250  | 436  | 450  | 482  | 502  | 448  | 422  | 386  | 396  | 400  | 391  | 414  | 409  | 412  | 411  | 466  | 519  | 561  | 574  | 587  | 622  | 635  | 659  | 681  | 792  | 810  | 849  | 1095 | 1317 | 1419 | 1804 | 1962 | 1981 | 1980 |

## Infrastruktur

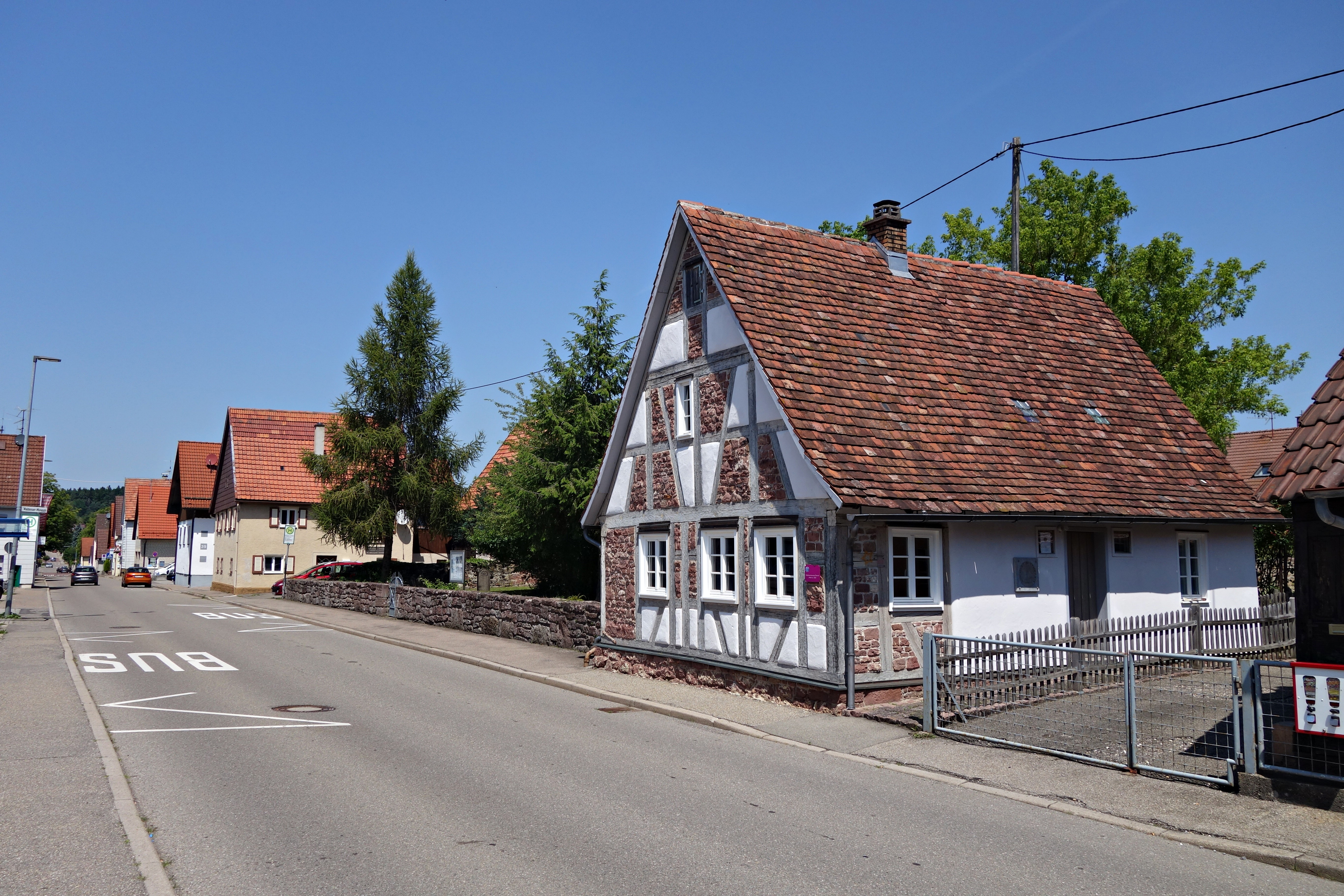
Waldensermuseum und dahinter der Waldenserfriedhof

Neuhengstett besitzt mehrere öffentliche Einrichtungen und Gebäude. Neben einer Grundschule gibt es auch einen Kindergarten sowie eine Turn- und Festhalle. Im ehemaligen Rathaus des Dorfes ist die Ortsverwaltung untergebracht.
Die örtliche evangelische Kirchengemeinde ist Teilgemeinde der Evangelischen Gesamtkirchengemeinde Neuhengstett-Ottenbronn im Kirchenbezirk Calw-Nagold der Evangelischen Landeskirche in Württemberg. 1824 wurde die 1699/1700 gebildete Gemeinde in die Evangelische Landeskirche in Württemberg eingegliedert. Ihre Waldenserkirche im Ortskern wurde 1769 in der heutigen Form gebaut.
Auch die Neuapostolische Kirche betreibt in Neuhengstett ein Gotteshaus. Am südlichen Rand des Dorfes gibt es einen Friedhof mit einer Aussegnungshalle. An der heutigen Hauptstraße (Waldenserstraße) gelegen, existiert außerdem ein aufgelassener Friedhof, der so genannte Waldenserfriedhof, auf dem bis 1932 die Toten des Ortes beerdigt wurden. Direkt daneben wurde in einem um 1824 erbauten Haus vom örtlichen Heimat- und Geschichtsverein ein Waldensermuseum eingerichtet.
Unmittelbar östlich des Ortes verläuft die Bundesstraße 295, die von Calw nach Stuttgart führt. Im öffentlichen Personennahverkehr wird Neuhengstett von Bussen angefahren, mit denen man unter anderem Calw und die Station der S-Bahn Stuttgart in Weil der Stadt erreicht.